# Otukaia blacki
Otukaia blacki je středně velký hlubinný mořský plž.

## Rozšíření
Tento druh žije u pobřeží Severního ostrova Nového Zélandu.

## Stanoviště
Tento hlubinný plž žije v hloubkách mezi 400 a 620 m.

## Popis
Ulita je tenká, kuželovitá. Výška ulity je až 29 mm a šířka je až 26 mm. Zbarvení ulity je smetanově-bílé a lesklé vně i uvnitř.